# Russellville (Illinois)
Russellville és una vila dels Estats Units a l'estat d'Illinois. Segons el cens del 2000 tenia 119 habitants.

## Demografia
Segons el cens del 2000, Russellville tenia 119 habitants, 52 habitatges, i 27 famílies. La densitat de població era de 99,9 habitants/km².
Dels 52 habitatges en un 23,1% hi vivien nens de menys de 18 anys, en un 44,2% hi vivien parelles casades, en un 7,7% dones solteres, i en un 46,2% no eren unitats familiars. En el 44,2% dels habitatges hi vivien persones soles el 13,5% de les quals corresponia a persones de 65 anys o més que vivien soles. El nombre mitjà de persones vivint en cada habitatge era de 2,29 i el nombre mitjà de persones que vivien en cada família era de 3,21.
Per edats la població es repartia de la següent manera: un 29,4% tenia menys de 18 anys, un 7,6% entre 18 i 24, un 25,2% entre 25 i 44, un 22,7% de 45 a 60 i un 15,1% 65 anys o més.
L'edat mediana era de 39 anys. Per cada 100 dones de 18 o més anys hi havia 104,9 homes.
La renda mediana per habitatge era de 23.750 $ i la renda mediana per família de 31.667 $. Els homes tenien una renda mediana de 30.417 $ mentre que les dones 16.250 $. La renda per capita de la població era d'11.843 $. Aproximadament el 19,2% de les famílies i el 42,5% de la població estaven per davall del llindar de pobresa.

## Poblacions properes
El següent diagrama mostra les poblacions més properes.